# Hunspach
Hunspach es una localidad y  comuna francesa situada en el departamento de Bajo Rin, en la región de Alsacia. Tiene una población de 671 habitantes (según censo de 1999) y una densidad de 122 h/km².
Hunspach se encuentra en el Parc naturel régional des Vosges du Nord y está catalogada por la asociación Les plus beaux villages de France con el sello de calidad turística.

## Demografía
| 627 | 636 | 600 | 573 | 615 | 671 |
| Para los censos de 1962 a 1999 la población legal corresponde a la población sin duplicidades (Fuente: INSEE [Consultar]) |     |     |     |     |     |

## Galería de imágenes

Hunspach
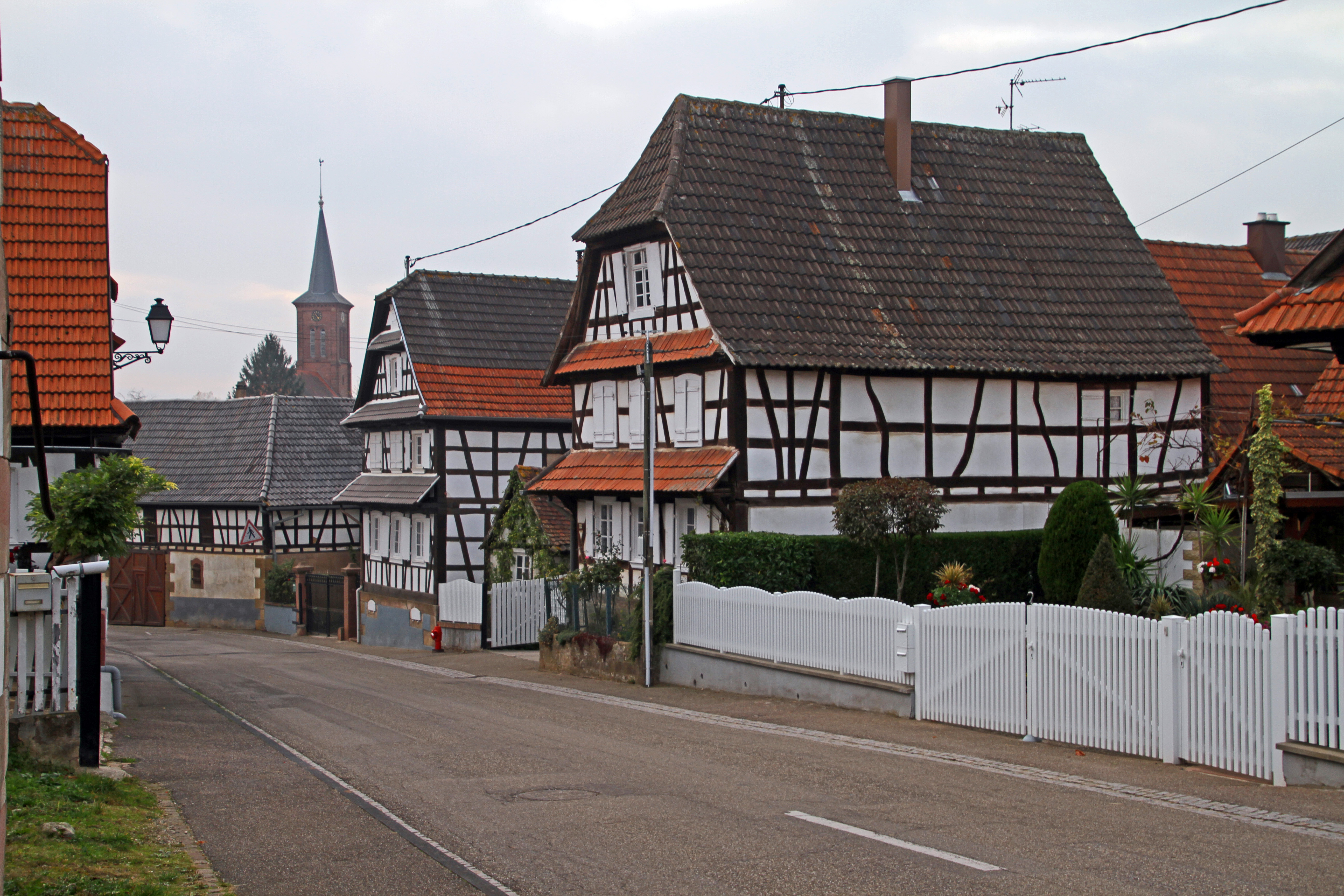
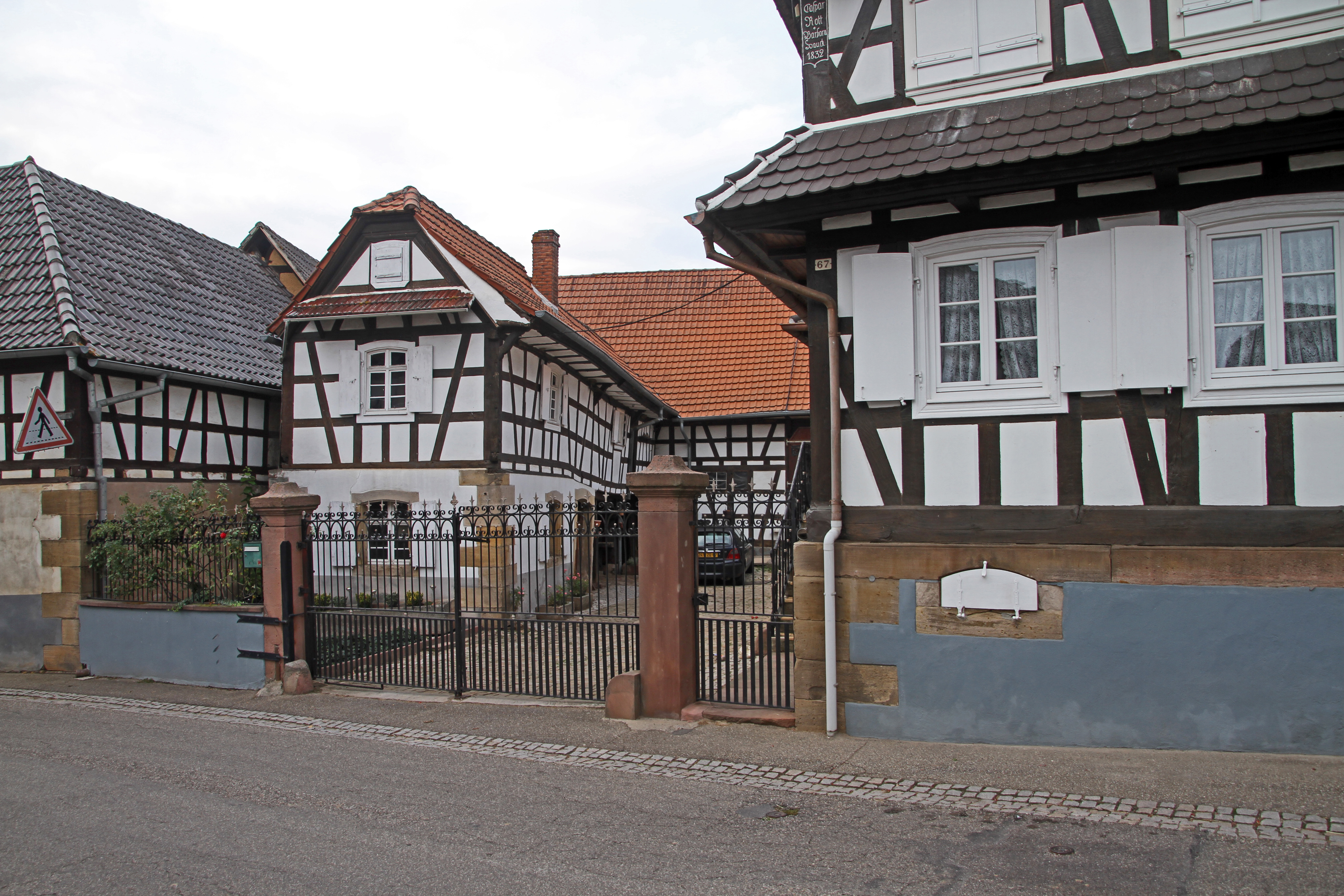
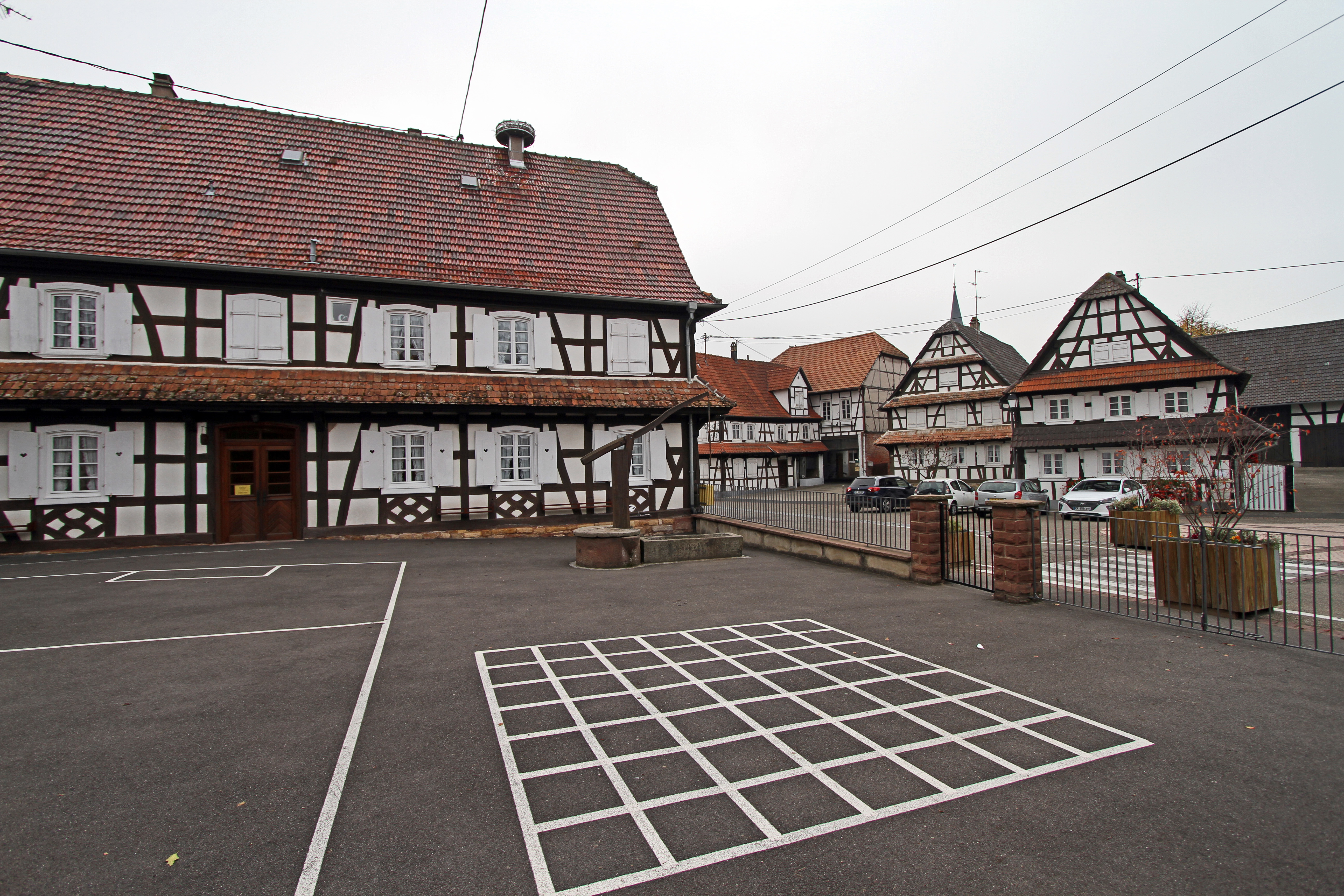
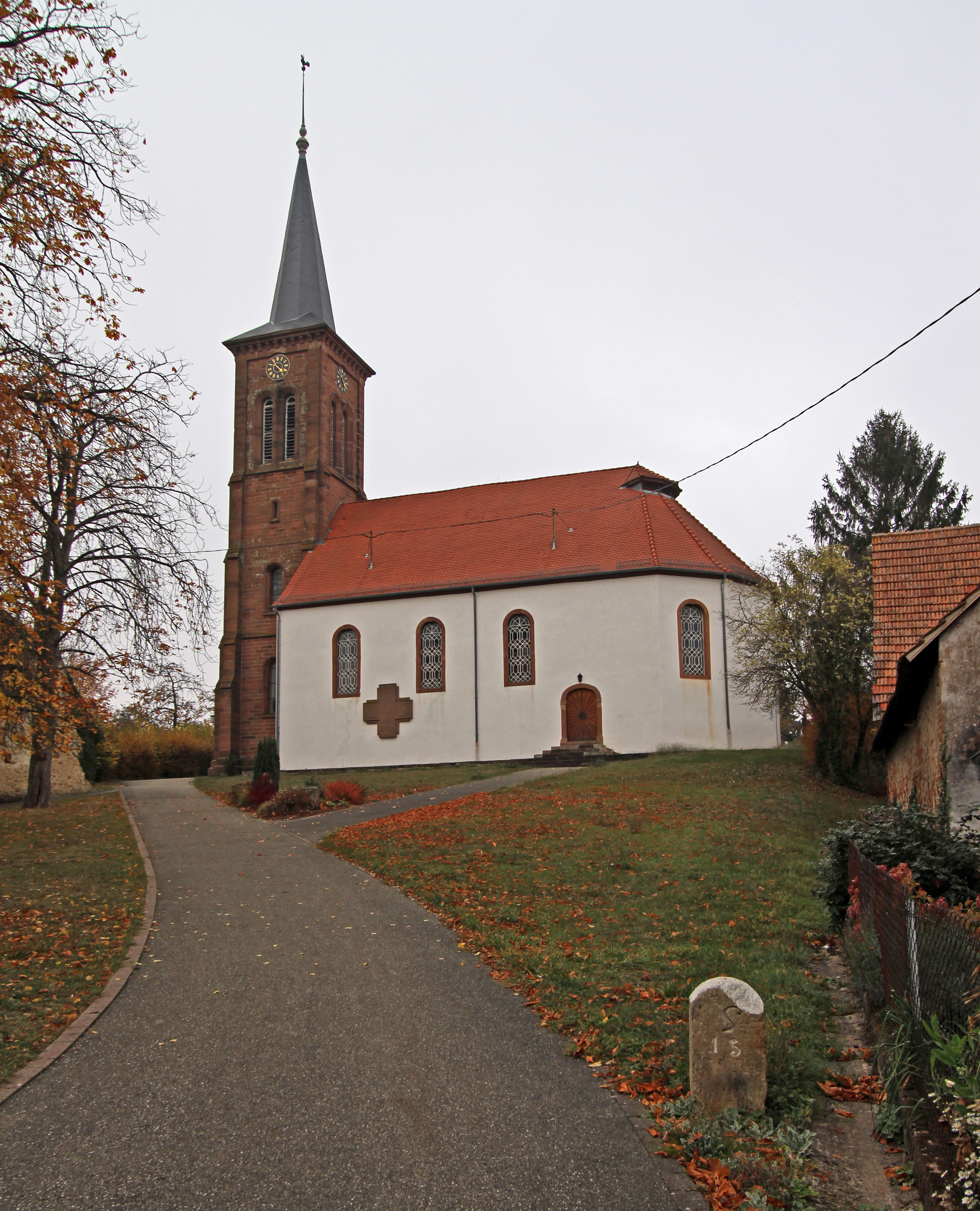
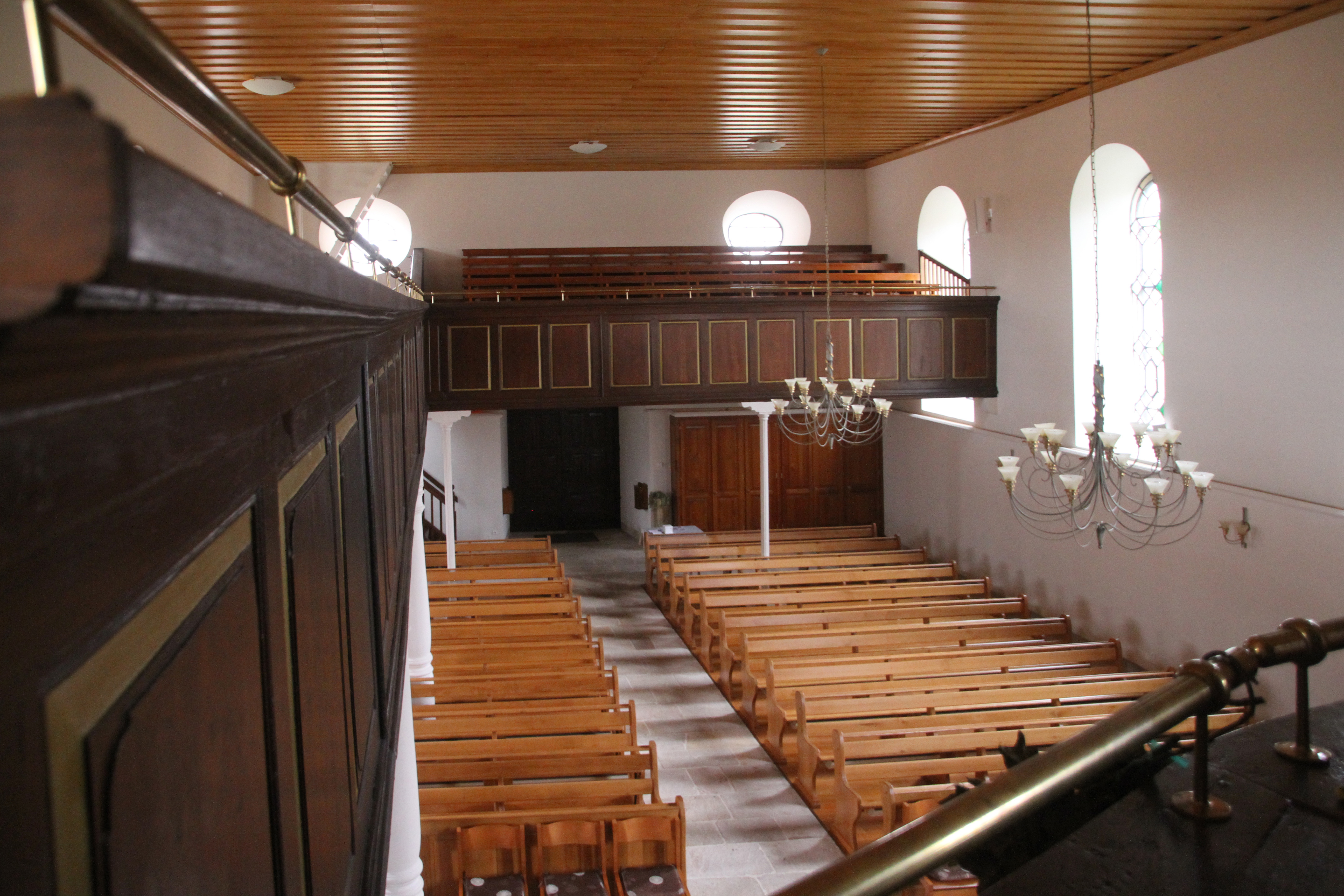
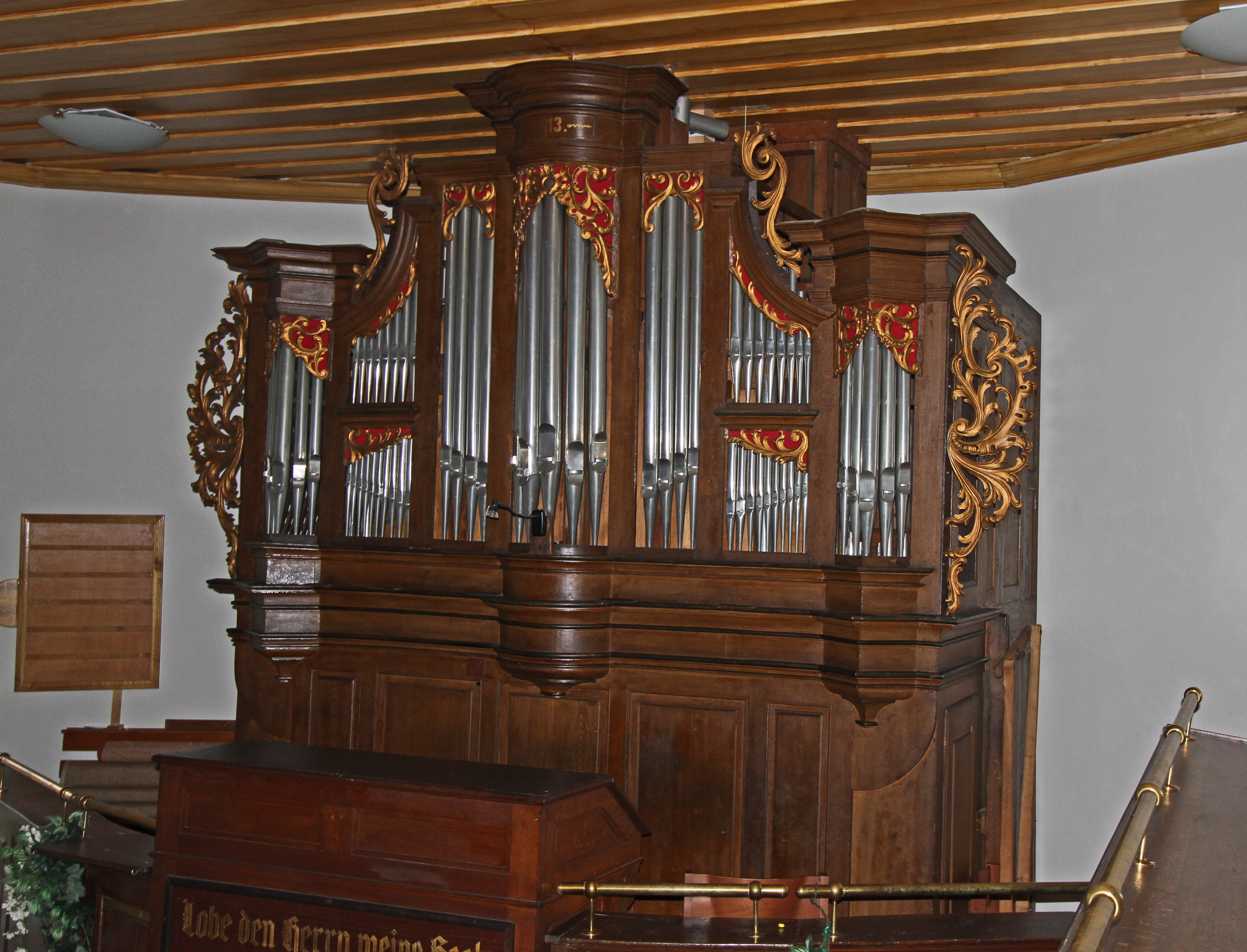
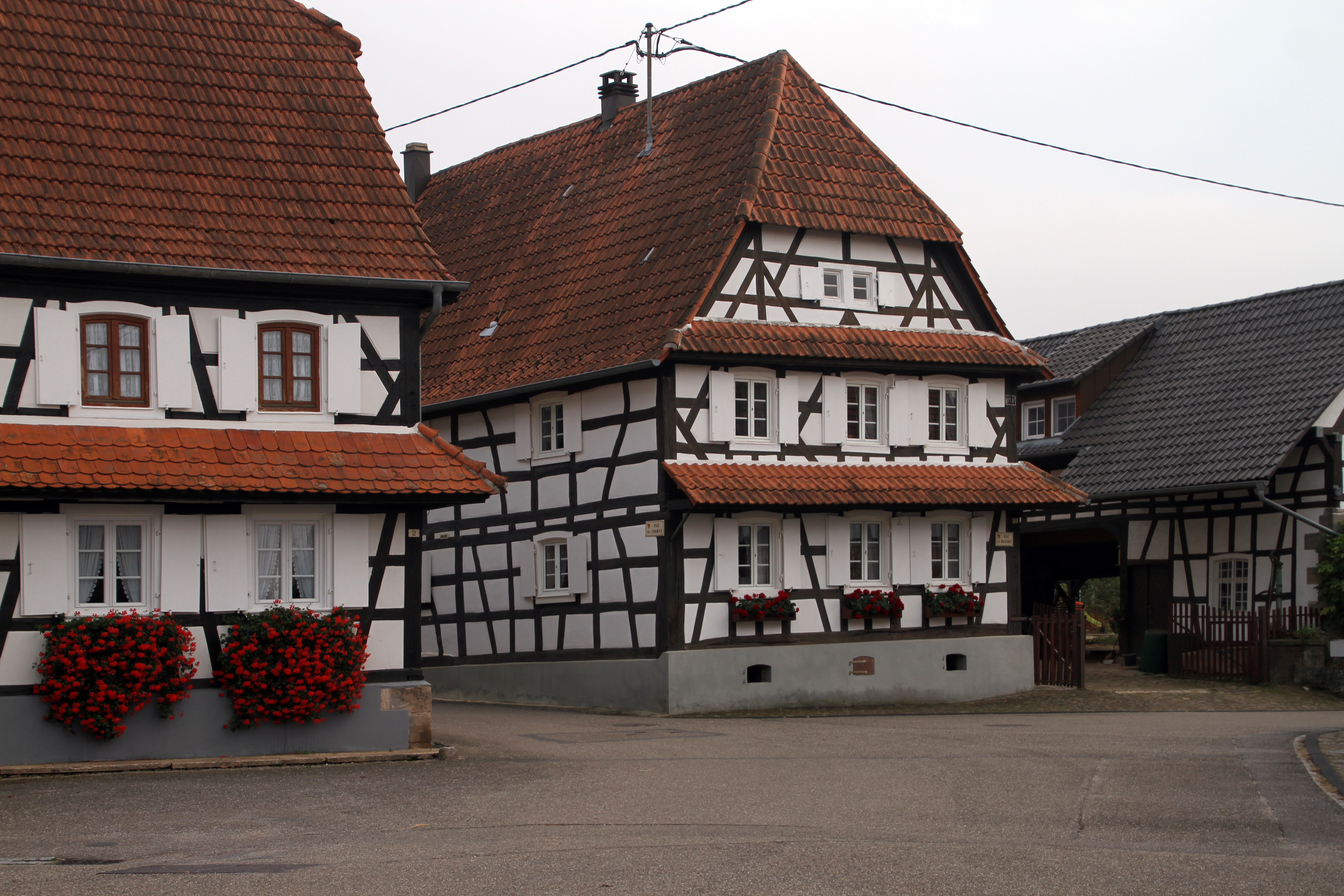
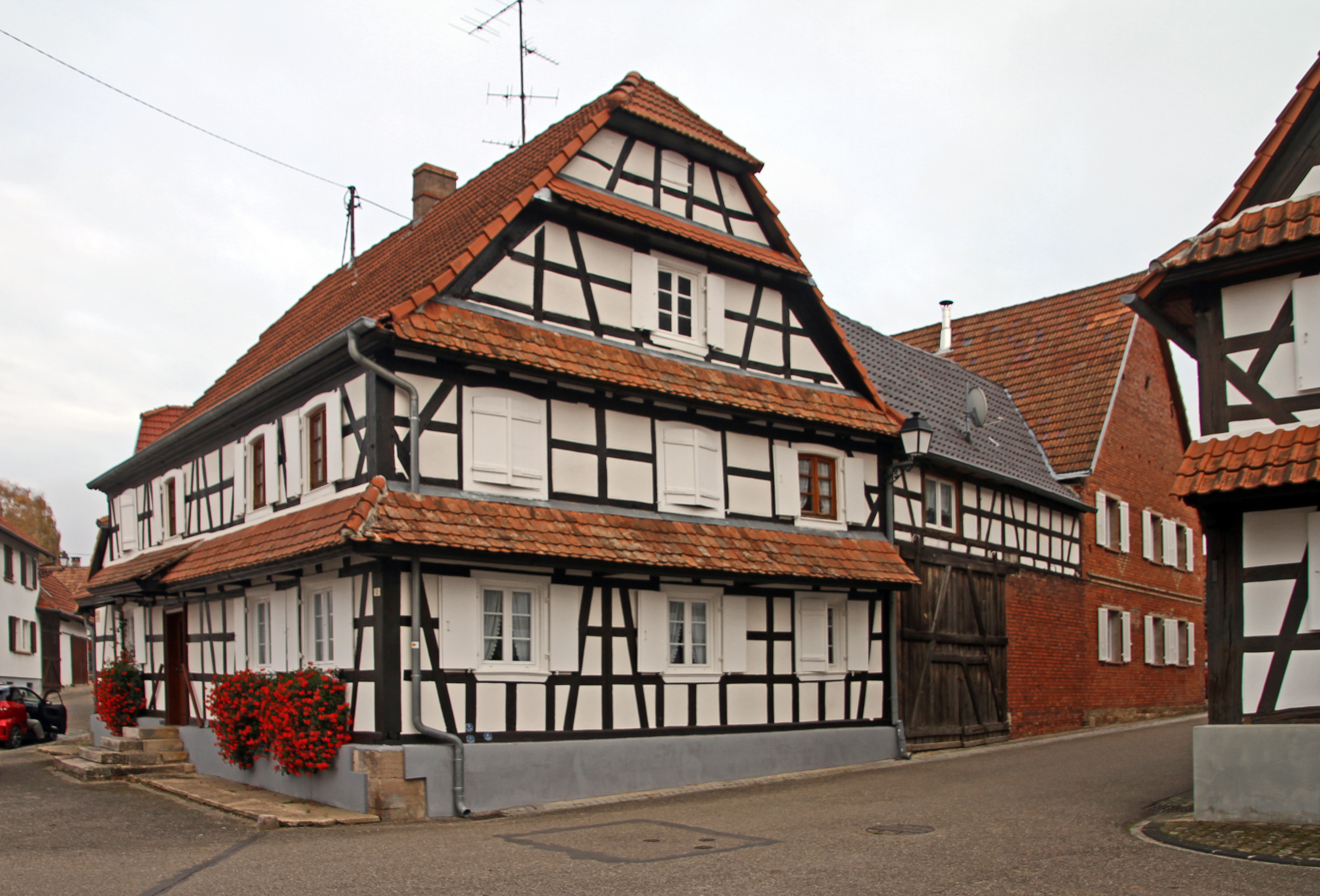